# Цербио (Пјаченца)
Цербио је насеље у Италији у округу Пјаченца, региону Емилија-Ромања.
Према процени из 2011. у насељу је живело 222 становника. Насеље се налази на надморској висини од 45 м.